# البريد المطهر
البريد المطهر أو البريد المدخن هو البريد الذي طبق عليهِ شكل من أشكال التطهير أو التبخير من قبل المسؤولين في مكاتب البريد أو السلطات البريدية، لأجل منع انتشار الأوبئة والأمراض عن طريق الرسائل المرسلة من المناطق المصابة.
كانت الممارسة المعتادة هي ثقب الغلاف البريدي بثقوب صغيرة، غالبًا على شكل شبكي، أو قص زاوية أو أكثر، للسماح بدخول مواد وغازات التبخير. بالإضافة إلى ذلك، قد تُشير علامة بريدية خاصة أو ختم بريدي إلى إجراء عملية التطهير.

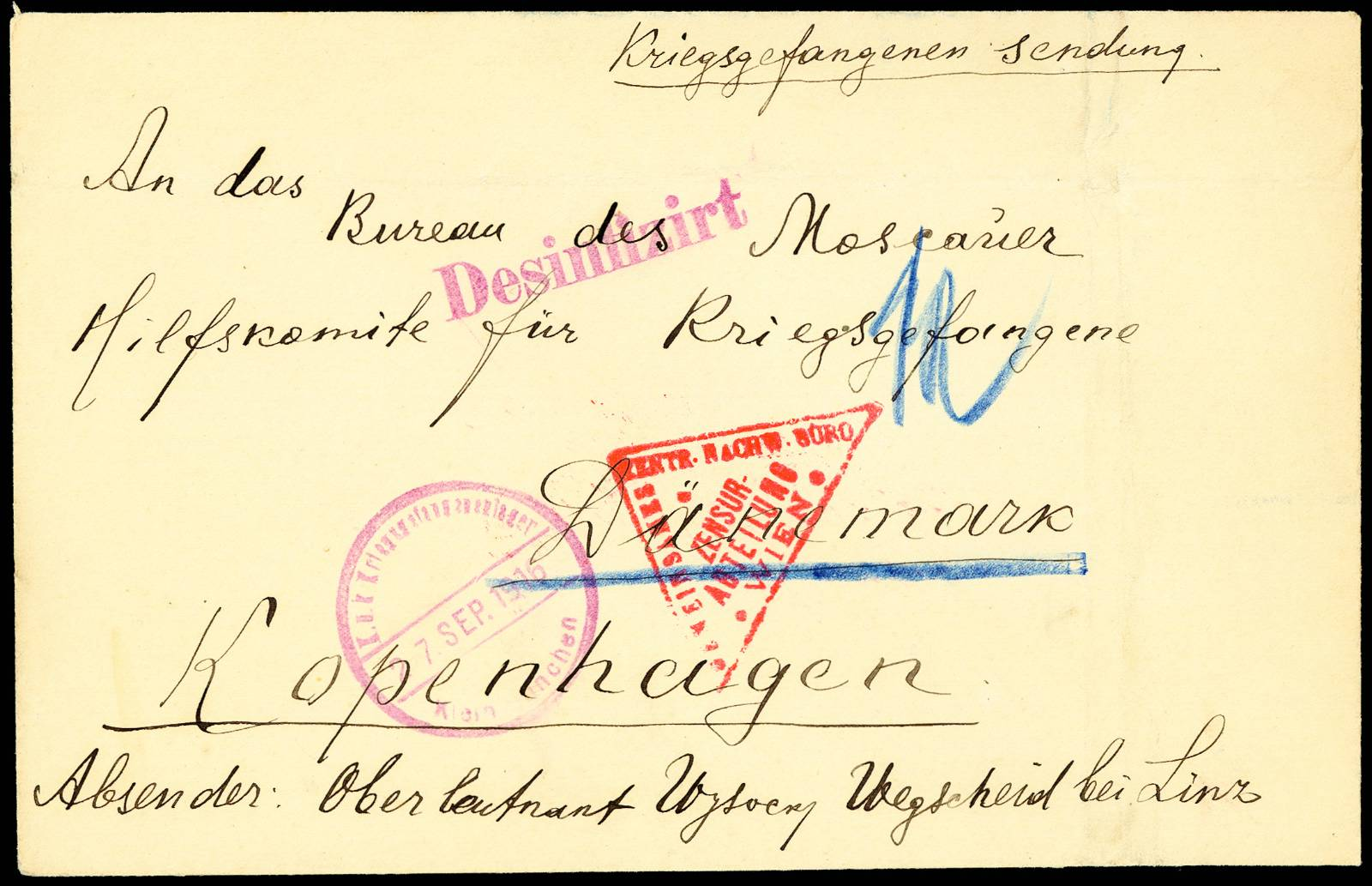
غلاف مطهر لأسرى الحرب يعود لعام 1916 من أسير روسي محتجز في لينز مختوم يدويًا بكلمة Desinfiziert

لم تكن لهذه العملية بالضرورة أساس علمي؛ إذ يعود تاريخها إلى ما قبل فهم أسباب الأمراض المُعدية، ومن المرجح أن يكون المُبخِّر مُستندًا إلى معلومات قديمة متوارثة من التراث الشعبي. على سبيل المثال، في فترة العصور الوسطى، كانت موانئ البحر الأبيض المتوسط، مثل البندقية، تُدخّن أغطية الواردات أو تُغمرها بالخل.
أدى انتشار أوبئة الكوليرا في أوائل القرن التاسع عشر إلى انتشار معالجة وتطهير البريد، على الرغم من أن القلق قد خفت حدته بحلول عقد الأربعينيات من القرن التاسع عشر. عولج البريد القادم من المناطق الاستوائية بالتظهير، وخاصةً من جزر الهاواي، خوفاً من انتشار داء الحمى الصفراء. في أعقاب حرب عام 1898 في كوبا، بادرت الحكومة العسكرية الأمريكية المحتلة إلى تطبيق عدة سياسات للحد من مشكلة انتشار الحمى الصفراء المتفشية، بما في ذلك تطهير البريد. في القرن العشرين، عولج بعض البريد حراريًا لمنع انتشار مرض الجدري.
لقد أسست معظم البلدان نظام تبخير البريد من وقت لآخر، ويشكل التحقيق في الحوادث المحددة مجالاً نشطاً في تاريخ البريد؛ حيث تنشر دائرة دراسة البريد المطهر حوالي 100 صفحة من الأبحاث الأصلية كل عام في مجلتها العملي Pratique.
في عام 1900، جرت عملية تطهير مزدوجة، وذلك بعد تبخير البريد الوارد من مستوطنة المصابين بمرض الجذام في جزيرة مولوكاي بغاز ثاني أكسيد الكبريت، ثم جرى تبخير البريد مرة أخرى بمادة الفورمالديهايد عند استلامهِ في هونولولو. مع ذلك، لم تُسجل أي حالة إصابة بين موظفي مكتب البريد، رغم تعاملهم مع بريد المصابين بالجذام غير المعقم لسنوات عدة.
البريد المعامل بالاشعاع هو شكل من أشكال البريد المطهر الذي اعتمد في الولايات المتحدة، ردًا على هجمات الجمرة الخبيثة عام 2001.

## روابط خارجية
- قائمة ببليوغرافية البريد المطهر
- بريد مُطهّر
- حلقة دراسة البريد المطهر